# Dichagyris umbrifera
Dichagyris umbrifera là một loài bướm đêm trong họ Noctuidae.